# Paraeuchaeta tonsa
Paraeuchaeta tonsa is een eenoogkreeftjessoort uit de familie van de Euchaetidae. De wetenschappelijke naam van de soort is voor het eerst geldig gepubliceerd in 1895 door Giesbrecht.